# Coldzera
Марсело „Coldzera” Давид (енгл. Marcelo David; Сао Пауло, 31. октобар 1994) је професионални играч игре Counter-Strike: Global Offensive и наступа за организацију Faze Clan.
Проглашен је за најбољег играча у свету у 2016. и 2017. години.

## Каријера
Coldzera је у августу 2015. године потписао за организацију Luminosity Gaming. Први турнир ркоји је одиграо са тимом је био ESL One Cologne 2015, где су стигли до четвртфинала. Први турнир који су освојили као тим је био MLG Columbus 2016 у априлу 2016. године. Ово је први турнир највишег ранга на коме је један бразилац освојио MVP награду, а то је био управо Coldzera.  Тим је освојио још два турнира играјући за организацију Luminosity Gaming, а то су били DreamHack Austin и ESL Pro League Season 3. Последњи турнир који су одиграли за ову организацију је био ECS Season 1, где су освојили друго место.
У јулу 2016. године, цео тим прелази у организацију SK Gaming.
Први турнир који су освојили за нову организацију је био ESL One: Cologne 2016, неколико дана након потписивања уговора. Овом победом су постали тек трећи тим који је освојио два мејџора, нешто што су успели само Team Fnatic Team EnVyUs пре њих. Coldzera је поново био MVP турнира. Одличне партије у 2016. и 2017. години су му обезбедиле награду за најбољег играча.
Потписује за организацију Made in Brazil. Поред великих очекивања, тим је успео да освоји само 2018 ZOTAC Cup Masters. Иако тим није функционисао како је било планирано, Coldzera се истицао својом игром, али то није било довољно за освајање турнира. Ипак, његове перформансе су му донеле титулу десетог у свету за 2018. годину.
Средином 2019. године, потврђено је да Coldzera прелази на клупу, а да његово место у тиму заузима тренер, до даљњег.
Званично је напустио организацију 25. септембра 2019. године и потписао за Faze Clan. Након што је Никола „NiKo” Ковач напустио тим, coldzera преузима улогу вође.

## Запажени резултати
- на FACEIT League 2015 Stage 3 Finals at DH Winter 2015[19]
- на DreamHack ZOWIE Open Leipzig 2016[20]
- на IEM Katowice 2016[21]
- на MLG Columbus 2016[6]
- на DreamHack Austin 2016 [8]
- на ESL Pro League Season 3 Finals [9]
- на ECS Season 1 Finals [10]
- на ESL One Cologne 2016 [12]
- на ESL One New York 2016[22]
- на ESL Pro League Season 4 Finals[23]
- на DreamHack Masters Las Vegas 2017[24]
- на cs_summit Spring 2017[25]
- на IEM Sydney 2017[26]
- на ESL Pro League Season 5 Finals[27]
- на ESL One Cologne 2017[28]
- на EPICENTER 2017[29]
- на BLAST Pro Series Copenhagen 2017[30]
- на ESL Pro League Season 6 Finals[31]
- на ELEAGUE Major 2018[32]
- на ESL One Belo Horizonte 2018[33]
- на ZOTAC Cup Masters 2018 Grand Finals[14]
- на FACEIT Major 2018[34]
- на BLAST Pro Series Istanbul 2018[35]
- на ECS Season 6 Finals[36]
- на IEM Katowice 2019[37]
- на IEM Sydney 2019[38]
- на IEM Sydney 2019[39]
- на BLAST Pro Series Copenhagen 2019[40]

## Награде и признања

### Рангирање
- први у свету 2016. године[2]
- први у свету 2017. године[3]
- десети у свету 2018. године[41]

### МVP
- MLG Columbus 2016[7]
- ESL Pro League Season 3 Finals[42]
- ESL One Cologne 2016[13]
- cs_summit Spring 2017[43]
- IEM Sydney 2017[44]
- DreamHack Open Summer 2017[45]
- EPICENTER 2017[46]
- ESL Pro League Season 6 Finals[31]